# Okręty podwodne typu VIIB
Okręty podwodne typu VIIB – niemieckie okręty podwodne z czasów międzywojennych i drugiej wojny światowej. Jednokadłubowe jednostki o powiększonej względem okrętów typu VIIA wyporności oraz zwiększonym zasięgu, przenoszące też większą od swoich poprzedników liczbę torped zapasu.
Z wybudowanych w latach 1938–1941 24 jednostek tego typu, w wyniku działań wojennych zatopionych zostało 20 okrętów, pozostałe zaś zostały samozatopione przez własne załogi w roku 1945. Okręty tego typu prowadziły intensywne operacje bojowe w pierwszych latach wojny, kilka z nich uzyskało status jednych z najbardziej znanych okrętów U-Bootwaffe (U-99 Otto Kretschmera, U-47 Günthera Priena, U-100 Joachima Schepke), zaś U-48 został najskuteczniejszym okrętem podwodnym II wojny światowej, pod względem wielkości zatopionego tonażu przeciwnika.

## Budowa okrętów
W latach 1934–1935 na podstawie projektu jednostek typu UBIII opracowana została konstrukcja MVB, która nieco później uzyskała oznaczenie MVBVII. Projekt ten został jednak zarzucony, jako zbyt wymagający w stosunku do spodziewanych efektów. Po zawarciu jednak anglo-niemieckiego układu morskiego w czerwcu 1935 roku, postanowiono wykorzystać limity narzucone tym traktatem, zdecydowano więc o budowie 10 jednostek typu VIIA o wyporności 636 ton na powierzchni.

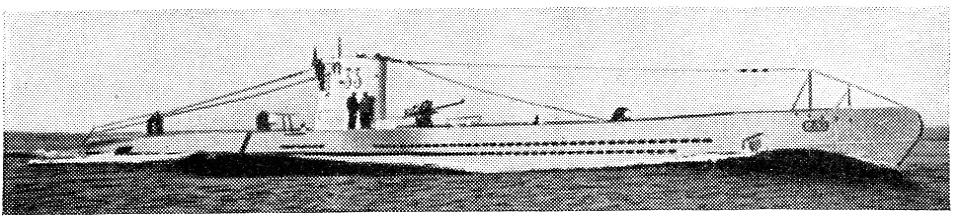
U-33, okręt prototypowy typu VIIA

11 czerwca 1936 roku zwodowano więc U-33 – pierwszą jednostkę nowego typu oznaczonego jako VIIA. Po trwających jedynie kilka miesięcy testach morskich (w 1936 i na początku 1937 roku), konstrukcja ta nie spotkała się jednak z dobrym przyjęciem. Wyrażając swoją opinię, dowodzący wówczas niemiecką flota podwodną kapitän zur see Karl Dönitz zarzucił im zbyt mała prędkość – która nie zmieniła się od czasów I wojny światowej, podczas gdy prędkość okrętów nawodnych znacznie wzrosła od tego czasu – nieodpowiednią nawet do zwalczania powolnych jednostek handlowych i niepożądaną tendencję do niestabilności, negatywnie ocenił także umieszczenie rufowej wyrzutni torpedowej powyżej linii wodnej, wysoko ponad kadłubem sztywnym. Utrudniało to jej użycie podczas rejsu na powierzchni, w miesiącach zimowych zaś powodowało zamarzanie wody destylowanej wewnątrz torped G7a. Zwrócił też uwagę, na potrzebę zwiększenia zasięgu nowych okrętów, sugerując umieszczenie dodatkowego paliwa w zewnętrznych zbiornikach balastowych (and. saddle tanks) oraz wydłużenie okrętów.

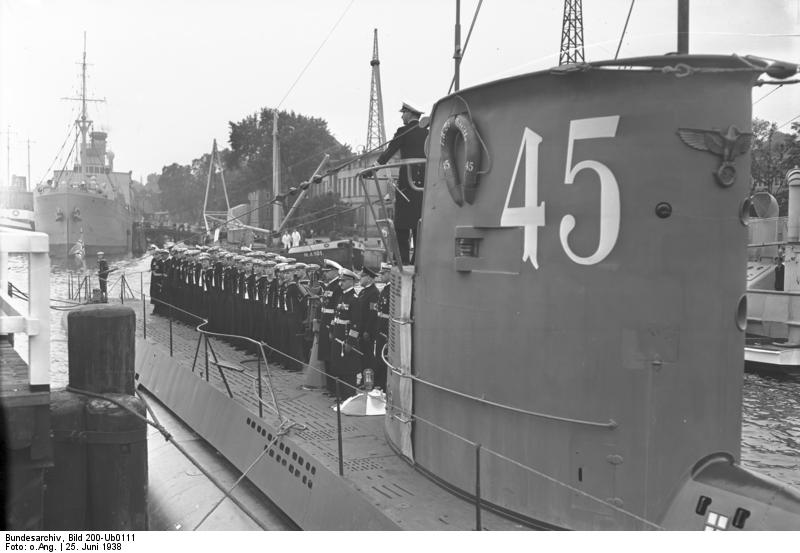
U-45 – pierwszy okręt typu VIIB podczas ceremonii przyjęcia do służby 25 czerwca 1938 roku

Sugestie Dönitza miały istotny wpływ na ewolucję okrętów typu VIIB – jak nowe jednostki zostały oznaczone 24 listopada 1936 roku. Odpowiedzialne w czym czasie za ustalanie wymagań i konstrukcję okrętów „biuro K” za najważniejsze swoje zadanie uznało zwiększenie zasięgu nawodnego i prędkości nawodnej, oraz zapasu przenoszonych przez okręt torped. Pierwsze i trzecie z tych założeń zostało wypełnione przez zwiększenie długości konstrukcji o 2 metry i umieszczenie w niej większych saddle tanks. Zwiększyło to wyporność na powierzchni o 120 metrów3 (120 ton), jednak wyporność standardowa została zwiększona jedynie z 500 do 517 ton, co miało wielkie znaczenie w kontekście limitów tonowych anglo-niemieckiego traktatu morskiego
Kontrakt na budowę pierwszych siedmiu jednostek typu VIIB (U45-U51) został zawarty 21 listopada 1936 roku ze stocznią Germaniawerft w Kilonii. Umowa na kolejne dwie jednostki tego typu została zawarta z tą samą stocznią 15 maja 1937 roku, 16 lipca zaś na kolejne dwa okręty. W grudniu 1937 roku zawarto umowę na budowę kolejnych czterech jednostek. 27 kwietnia 1938 roku zwodowano U-45 jako okręt prototypowy nowego typu, którego budowę – po wybudowaniu 24 jednostek – zakończono 19 sierpnia 1941 roku, przyjęciem do służby U-87. Większość jednostek została wybudowana w stoczni Germaniawerft w Kilonii, jednak w czerwcu 1938 roku zamówienie na budowę ośmiu jednostek zostało udzielone stoczniom Vegesack w Bremie (U73–U76) i Lübecker Flenderwerke w Lubece (U84–U87). Jeszcze jednak gdy ostatnie jednostki typu VIIB znajdowały się w trakcie budowy, zwodowano pierwszy okręt kolejnego typu – U-69 typu VIIC.

## Konstrukcja
Jednostki typu VIIB były jednokadłubowymi okrętami o wyporności nawodnej 753 ton oraz 857 ton w zanurzeniu, zdolnymi do rozwinięcia prędkości 17,2 węzła na powierzchni i 8 węzłów pod wodą. Kadłub okrętu miał długość 64,5 metra, 6,2 metra szerokości i 4,7 metra zanurzenia. Napęd okrętów tego typu tworzyły dwa silniki Diesla o mocy 1400 KM każdy oraz dwa silniki elektryczne o mocy 375 KM każdy. Wydajność silników spalinowych zwiększono o 20% przez zastosowanie super-doładowania, co pozwoliło na zwiększenie prędkości nawodnej o 1 węzeł, mimo zwiększenia wielkości okrętu. Pojemność zbiorników paliwa wynosiła 108 ton, co przy zastosowanym układzie napędowym zapewniało tym okrętom zasięg 6500 mil morskich przy prędkości 12 węzłów na powierzchni, oraz 90 mil w zanurzeniu przy prędkości 4 węzłów. Okręty typu VIIB wyposażone zostały w cztery wyrzutnie torpedowe kalibru 533 mm na dziobie oraz jedną wyrzutnię tego samego kalibru na rufie. Ich uzbrojenie stanowiło 14 torped G7a oraz G7e, pojedyncze działo 88 mm oraz działko przeciwlotnicze 20 mm. Według niektórych źródeł, zamiennie z torpedami, jednostki tego typu mogły przenosić do 39 min. Podstawowym środkiem rozpoznania jednostek VIIB – oprócz rozpoznania obrazowego za pomocą peryskopu – był sonar niskiej częstotliwości GHG (Gruppen-Horch-Gerät), który w sprzyjających okolicznościach zdolny był do wykrycia pojedynczego statku z odległości 20 km, zaś konwoju z odległości 100 km. Załogę każdego z tych okrętów tworzyły nominalnie 44 osoby.
Znaczącą zmianą w stosunku do wcześniejszej konstrukcji była konfiguracja rufy, w której zastosowano podwójne usterzenie w miejsce pojedynczego steru, co umożliwiło umieszczenie rufowej wyrzutni torpedowej wewnątrz kadłuba sztywnego, zaś torpeda wystrzeliwana była między płetwami sterowymi, przy czym jak już wspomniano, ładunek torped został zwiększony z 11 do 14 pocisków.

## Służba okrętów
Pierwsza jednostka nowego typu weszła do służby latem 1938 roku. W 21 stycznia tego roku, zdecydowano jednak o nowej strukturze floty podwodnej, która wejść miała w życie od 1 października 1939 roku. Zgodnie z nią, jednostki VIIB zostały rozdzielone między równymi flotyllami, i tak:
- U-45, U-46, U-47, U-48, U-49, U-51, U-52 i U-53 tworzyć miały 7 Flotyllę U-Bootów Wegener

Okręty tego typu miały status operacyjny do drugiej połowy 1943 roku, po czym ocalałe jednostki otrzymały status jednostek treningowych. U-48, po zatopieniu 306 875 BRT, został najskuteczniejszym pod względem zatopionego tonażu okrętem podwodnym II wojny światowej.
|       | Stocznia      | Wodowanie            | Wejście do służby    | Los                            |
| ----- | ------------- | -------------------- | -------------------- | ------------------------------ |
| U-45  | Germaniawerft | 27 kwietnia 1938     | 25 czerwca 1938      | Zatopiony 14 października 1939 |
| U-46  | Germaniawerft | 10 września 1938     | 2 listopada 1938     | Samozatopiony 5 maja 1945      |
| U-47  | Germaniawerft | 29 października 1938 | 17 grudnia 1938      | Zatopiony 7 marca 1941         |
| U-48  | Germaniawerft | 5 marca 1939         | 22 kwietnia 1939     | Samozatopiony 3 maja 1945      |
| U-49  | Germaniawerft | 24 czerwca 1939      | 12 sierpnia 1939     | Zatopiony 15 kwietnia 1940     |
| U-50  | Germaniawerft | 1 listopada 1939     | 12 grudnia 1939      | Zatopiony 7 kwietnia 1940      |
| U-51  | Germaniawerft | 11 czerwca 1938      | 6 sierpnia 1938      | Zatopiony 20 sierpnia 1940     |
| U-52  | Germaniawerft | 21 grudnia 1938      | 2 lutego 1939        | Samozatopiony 3 maja 1945      |
| U-53  | Germaniawerft | 6 maja 1939          | 24 czerwca 1939      | Zatopiony 23 lutego 1940       |
| U-54  | Germaniawerft | 15 sierpnia 1939     | 23 września 1939     | Zatopiony 14 lutego 1940       |
| U-55  | Germaniawerft | 11 października 1939 | 21 listopada 1939    | Zatopiony 30 stycznia 1940     |
| U-100 | Germaniawerft | 13 stycznia 1940     | 16 marca 1940        | Zatopiony 17 marca 1941        |
| U-101 | Germaniawerft | 10 lutego 1940       | 11 marca 1940        | Samozatopiony 3 maja 1945      |
| U-99  | Germaniawerft | 12 marca 1940        | 18 kwietnia 1940     | Zatopiony 17 marca 1941        |
| U-102 | Germaniawerft | 21 marca 1940        | 27 kwietnia 1940     | Zatopiony 1 lipca 1940         |
| U-73  | Vegesack      | 27 lipca 1940        | 30 września 1940     | Zatopiony 16 grudnia 1943      |
| U-74  | Vegesack      | 31 sierpnia 1940     | 31 października 1940 | Zatopiony 2 maja 1942          |
| U-76  | Vegesack      | 9 października 1940  | 3 grudnia 1940       | Zatopiony 5 kwietnia 1941      |
| U-75  | Vegesack      | 18 października 1940 | 19 grudnia 1940      | Zatopiony 28 grudnia 1942      |
| U-83  | Flenderwerke  | 9 grudnia 1940       | 8 lutego 1941        | Zatopiony 4 marca 1943         |
| U-84  | Flenderwerke  | 26 lutego 1941       | 29 kwietnia 1941     | Zatopiony 7 sierpnia 1943      |
| U-85  | Flenderwerke  | 10 kwietnia 1941     | 7 czerwca 1941       | Zatopiony 14 kwietnia 1942     |
| U-86  | Flenderwerke  | 16 maja 1941         | 8 lipca 1941         | Zatopiony 28 listopada 1943    |
| U-87  | Flenderwerke  | 21 czerwca 1941      | 19 sierpnia 1941     | Zatopiony 4 marca 1943         |

Dowodzony przez Günthera Priena U-47, po przeniknięciu do brytyjskiej bazy w Scapa Flow zatopił tam pancernik HMS „Royal Oak”. Dowodzony przez Otto Kretschmera U-99 zatopił jednostki o łącznym tonażu 245 000 BRT. Trzy jednostki typu VIIB prowadziły operacje na Morzu śródziemnym (U-73, U-75, U-83).
| U-48, najskuteczniejszy U-Boot II wojny światowej | U-48, najskuteczniejszy U-Boot II wojny światowej | U-48, najskuteczniejszy U-Boot II wojny światowej | U-48, najskuteczniejszy U-Boot II wojny światowej | U-48, najskuteczniejszy U-Boot II wojny światowej |
| Dowódca                                           | Data urodzenia                                    | Liczba patroli                                    | Zatopione jednostki                               | Łączny tonaż                                      |
| ------------------------------------------------- | ------------------------------------------------- | ------------------------------------------------- | ------------------------------------------------- | ------------------------------------------------- |
| Herbert Emil Schultze                             | 24 lipca 1912                                     | 8                                                 | 28                                                | 183 000                                           |
| Hans-Rudolf Rösing                                | 28 września 1905                                  | 2                                                 | 12                                                | 60 000                                            |
| Heinrich Bleichrodt                               | 21 października 1909                              | 2                                                 | 14                                                | 78 000                                            |

Dowodzony przez Helmuta Rosenbauma U-73 zatopił na Morzu Śródziemnym m.in. brytyjski lotniskowiec HMS Eagle.